# 秋元司
秋元 司（あきもと つかさ、1971年〈昭和46年〉10月23日 - ）は、日本の政治家。
衆議院議員（3期）、環境副大臣（第4次安倍改造内閣）、国土交通副大臣兼内閣府副大臣兼復興副大臣（第3次安倍第3次改造内閣・第4次安倍内閣）、防衛大臣政務官（第1次安倍改造内閣・福田康夫内閣）、衆議院内閣委員長、参議院議員（1期）、自民党内閣部会長等を歴任。

## 来歴

### 生い立ち
東京都足立区に生まれる。秋元家は江戸時代より昭和中期まで現在の江東区毛利にて代々続いた宮大工の家系。父は不二家に勤務するサラリーマンで転勤族だった。また、本人のツイッターでは「熊本は親父の地元です。たまたま家内の祖父も熊本だったらしい。」とも語っている。
鹿児島市立吉野東小学校、鹿児島市立吉野東中学校、鹿児島県立武岡台高等学校卒業後、1992年4月大東文化大学経済学部入学。学業のかたわら、建設土木関係の人材請負業を起業する。当時練馬区に住んでいたが、取引先の社長が旧東京5区（豊島区、練馬区）の小林興起衆議院議員の支援者だった関係から、1993年4月に小林の事務所へ学生秘書として入所する。なお同年7月の第40回衆議院議員総選挙で小林は落選。
1996年3月、同大学卒業。2000年、第41回衆議院議員総選挙で東京10区で返り咲いた小林の公設第一秘書となり、パチンコ業界との関係を培う。当時の同僚は「議員から献金集めを期待されていた。パーティー券販売や人脈作りに長けていて、事務所の中で実質的な稼ぎ頭だった」と回顧する。

### 国政へ
2004年7月、第20回参議院議員通常選挙に自民党公認で比例区から立候補し、自民党の全国比例候補中得票数第2位の305,613票で初当選する。
2005年、小泉純一郎内閣において郵政民営化法案の参議院本会議採決で反対票を投じ、党より党役職停止1年（執行猶予2年）の処分を受けた。
2007年8月、第1次安倍内閣で防衛大臣政務官に任命される。同年9月、福田康夫内閣で防衛大臣政務官に再任。
2008年9月、自民党議院運営委員会理事および国会対策副委員長に就任。
2009年6月より兼ねて、大東文化学園理事を務める。
2010年7月の第22回参議院議員通常選挙に自民党公認で比例区から立候補し87,948票獲得するが落選。同年秋には自民党鹿児島県連が行った衆院鹿児島1区支部長の公募に名乗りを上げたが、選考に漏れた。
2011年4月より東京福祉大学客員教授、理事を兼任。
2012年2月、衆議院東京15区（江東区）の自民党支部長に任命される。同年12月、衆議院から国政に再挑戦、74,159票を得るが、88,222票を得たみんなの党の柿沢未途に敗れる。しかし比例東京ブロックで復活当選し、国政に復帰した。
2013年2月、日本・台湾経済文化交流を促進する若手議員の会事務局長に就任。同年3月、サービス産業振興議員連盟事務局長に就任。
2014年12月、第47回衆議院議員総選挙で東京15区から立候補、維新の党の柿沢との票差を前回より縮めたものの、2793票差（惜敗率96.8%）で敗れ、比例復活で2選。
2015年10月23日、自民党国土交通部会長に就任。
2016年9月、衆議院内閣委員長に就任。同年12月2日、「統合型リゾート整備推進法案」（カジノ法）の採決を強行して可決させた。
2017年8月、第3次安倍第3次改造内閣で国土交通副大臣（観光立国の推進、航空行政、道路、港湾など担当）兼内閣府副大臣（IR担当）兼復興副大臣（地震、津波災害からの復興に関する事項の担当）に任命される。
2017年10月、第48回衆議院議員総選挙で東京15区から立候補、民進党から離党し希望の党に移った柿沢に3万票もの差をつけ小選挙区から3選。
2024年4月、東京15区補欠選挙に立候補、立憲民主党の新人に4万票もの差をつけられ、9人中7位で落選。

### IR汚職事件・証人買収事件
2019年から、さまざまな事件で名前が取り沙汰されるようになった。まず同年2月、東レの巨額不正取引事件が発覚するが、この事件にからみ秋元は2018年8月9日、ヤミ金業者の代理として東レの日覺昭廣社長に1億2000万円の支払いを求める電話をかけていた。この件で弁護士法違反の疑いがあることが週刊文春2019年4月25日号で報じられた。
同年7月23日、内閣府が事業委託した公益財団法人「児童育成協会」に虚偽の工事請負契約書を提出するなどして、助成金2件計約2億円をだまし取ったとして、東京地方検察庁特別捜査部（以下・特捜部）は福岡市の経営コンサルタント会社社長を詐欺の疑いで逮捕した。会社社長が古くからの支援者で2004年から2006年にかけて献金を行っていたこと、逮捕当時、秋元が保育事業を所管する内閣府の副大臣であったことから、ただちに秋元の名が浮上した。同年8月、記者会見で問われた際は「5、6年会っていない。彼の事業に個別に加担したことは一切ない」と関係を否定した。しかし、会社社長が親交があると周囲に語り、政治資金パーティー券の購入を関連業者らに勧めていたことから、特捜部による秋元の周辺調査が開始された。
身辺調査を進めるなかで、カジノを含む統合型リゾート（IR）事業への参入を目指していた中国の企業関係者が多額の現金を海外から不正に持ち込んだとされる外為法違反事件が発覚。12月7日、特捜部は元政策秘書と元私設秘書の自宅から資料を押収した。12月19日には秋元の事務所などを家宅捜索した。
12月25日早朝、全国紙記者の携帯電話に電話をかけ「はした金はもらわねえよ。あり得ねえよ。ほんとばかたれ」「1億、2億なら別だが俺は正面から堂々ともらうんだから」「地検ははしゃぎすぎだ。こんなことで身柄拘束しやがって。徹底して戦ってくるわ」と身の潔白について自信を見せた。午前10時に自身のFacebookとTwitterに「私は、不正には一切関与しておりません。そのことは、引き続き主張してまいります」と書き込んだあと、自民党に離党届を提出。同日、収賄の容疑で特捜部に逮捕された。同日夜に接見した弁護士によると、逮捕後も容疑を否認している。現職国会議員の逮捕は、2010年の陸山会事件における石川知裕（収賄罪による逮捕に限れば、2002年の鈴木宗男事件における鈴木宗男）以来。離党届は同日昼過ぎまでに受理された。
2020年1月14日、収賄罪で起訴される。同日、中国企業「500ドットコム」側から講演料や旅費の名目で計約350万円の賄賂を受け取ったとして、収賄容疑で再逮捕される。2月3日、収賄罪で追起訴。同日、弁護人が保釈を請求した。10日、東京地方裁判所が保釈を認める決定を出し、秋元は保釈保証金3千万円を納付したが、東京地検は決定を不服として準抗告。12日、東京地裁が準抗告を棄却し、秋元は東京拘置所から保釈された。政治倫理の確立のための国会議員の資産等の公開等に関する法律（国会議員資産公開法）によると、資産は預貯金約130万円のみだが、保釈保証金3千万円を現金で即日納付した。保釈条件には秋元と共に中国・マカオのカジノ視察に同行した白須賀貴樹と勝沼栄明前衆議院議員の2人、500ドットコム社側が100万円ずつを渡したと供述した船橋利実・中村裕之・岩屋毅・下地幹郎・宮崎政久の5議員を接触制限の対象とした。14日、衆議院第1議員会館で記者会見を行い、裁判で無罪を主張する考えを示したが、国会での証人喚問については拒否する考えを明らかにした。2月13日、自民党関係者に衆院本会議に出席しないことを伝えた。高級ブランド数十万円分を貰ったが、賄賂ではなく社交儀礼の範囲内だとしている。
2020年2月14日、記者会見で
- 「2017年9月に沖縄のIR関連シンポジウム講演料（200万円）は賄賂ではない」
- 「2017年9月に議員会館で受理した300万円は、中国企業関係者からの賄賂授受を否認」
- 「中国の訪問と北海道への旅行について、接待旅行ではなく、賄賂ではない」

と述べている。
前述の不祥事により自由民主党を離党したが、党派閥の二階派には引き続き特別会員として所属している。
2020年3月5日、自民党二階派の会合に出席し、記者団に「国会活動に復帰する」と述べている。
同年8月4日、汚職事件の贈賄側の被告に偽証を求め、報酬として現金を提供しようとしたとして支援者ら3人が、組織的な犯罪の処罰及び犯罪収益の規制等に関する法律（組織犯罪処罰法）違反（証人等買収）の疑いで特捜部に逮捕された。8月20日には秋元も同容疑で逮捕され、8月28日には行方がわからなくなっていた別の秋元の支援者も逮捕された。9月9日、秋元は同罪で起訴された。同日、別の贈賄側の被告に対する証人等買収の疑いで再逮捕され、17日に追起訴された。
9月23日、東京地検はIR汚職の贈賄側2被告に支援者を介して接触したことなどは保釈条件に違反するとして、東京地裁に保釈取り消し請求をした。9月30日、東京地裁は請求を認め、保釈を取り消すと共に納付済みの保釈保証金3000万円の没取も決めた。これにより再度東京拘置所に収監。
2021年6月7日、東京地裁が保釈を許可する決定を出し、東京地検は決定を不服として抗告したが、東京高裁はこれを棄却。保釈保証金8千万円を現金で納付し、同日夜に東京拘置所から保釈された。
同年7月8日、東京地方検察庁は秋元に対し、懲役5年、追徴金758万円を求刑した。論告で「現職の国会議員でありながら、法規範を一顧だにしていない。IR事業に対する社会の信頼を失墜させた」と批判した。9月7日、東京地裁（丹羽敏彦裁判長）は「公人としての倫理観はおろか、最低限の順法精神すら欠如している」「特定の企業と癒着し、職務の公正や社会の信頼を大きく損なった。証人買収は前代未聞の司法妨害だ」などとして懲役4年、追徴金758万円の判決を言い渡し、（実刑判決のため）保釈も取り消したが、同日に弁護側が保釈を請求し、東京地裁は保釈保証金1億円（6月の保釈保証金に加えて残余分2000万円を追加納付）で保釈を認めた。秋元側は即日控訴した。元政策秘書についても、秋元と共謀したとして収賄罪で懲役2年、執行猶予4年を言い渡した。
同年10月18日、東京都内で記者会見し、第49回衆議院議員総選挙への立候補を断念すると明らかにした。東京15区から無所属で出馬することを予定し対抗馬を擁立しないよう自民党に求めていたが、別の立候補予定者(柿沢未途と今村洋史)に推薦が出たことを理由に挙げた。
2024年3月20日、江東区長選挙の公職選挙法違反事件で起訴された柿沢未途の辞職に伴う、同年4月28日投開票の東京15区補欠選挙に立候補すると表明した。3月22日に東京高裁で言い渡される控訴審判決の結果にかかわらず出馬するとし「東京15区の不祥事、混乱のスタートが私だったことも含めて、これをしっかりと正常化し、収めていかなくてはいけない」と語った。
同年3月22日、IR汚職事件の控訴審で、東京高裁は一審判決を支持し、控訴を棄却した。秋元側は即日上告した。秋元は再び勾留されたが、弁護側の請求が認められ、同日夜に保釈された。保釈保証金は2千万円。
同年4月28日に補欠選挙の投開票が行われ、候補者9人中7位で落選。得票が有効投票総数の10分の1に届かなかったため、供託金300万円も没収された。同年10月の第50回衆議院議員総選挙についても出馬の準備を進めていたが、同月10日に不出馬を表明した。
2024年12月17日付で最高裁が秋元の上告を棄却し、懲役4年、追徴金758万円とした1、2審の判決が確定する。元政策秘書についても上告が棄却され、懲役2年、執行猶予4年の有罪判決が確定する。
同年12月19日に東京都内で記者会見を行い、服役後は政治活動を再開し司法制度改革に取り組む意向を示し、「いずれ拘束されるが、魂までは持っていかせません」と語った。
2025年1月14日、最高裁は秋元と元政策秘書の上告棄却に対する異議申し立てについていずれも棄却する決定をした。同年3月12日、収監のため東京高等検察庁に出頭した。

## 政策・主張

### 憲法
- 憲法改正について、2012年の毎日新聞社のアンケートで「賛成」と回答[78]。2014年、2017年の朝日新聞社のアンケートで「賛成」と回答[79][80]。

- 9条改憲について、2014年の毎日新聞社のアンケートで「賛成」と回答[81]。2017年の毎日新聞社のアンケートで「改正して、自衛隊を他国同様の『国防軍』にすべき」と回答[82]。

- 2014年7月1日、政府は従来の憲法解釈を変更し、集団的自衛権の行使を容認することを閣議で決定[83]。この閣議決定を評価するかとの問いに対し、同年の朝日新聞社のアンケートで「どちらかと言えば評価する」と回答[79]。集団的自衛権の行使に賛成かとの問いに対し、同年の毎日新聞社のアンケートで「賛成」と回答[81]。

### 外交・安全保障
- 普天間基地の移設問題について、2012年の毎日新聞社のアンケートで「名護市辺野古に移設すべき」と回答[78]。

- 「政府が尖閣諸島を国有化したことを評価するか」との問いに対し、2012年の毎日新聞社のアンケートで「評価する」と回答[78]。

- 従軍慰安婦に対する旧日本軍の関与を認めた「河野談話」の見直し論議について、2014年の毎日新聞社のアンケートで「見直すべき」と回答[81]。

- 安全保障関連法の成立について、2017年のアンケートで「評価する」と回答[80]。

### 観光
- IR（統合型リゾート）を担当[84]。世界の富裕層を集める「KIWAMIプロジェクト研究会」を立ち上げ、「観光先進国」の実現を目指す[85]。

- カジノの解禁について、2017年の毎日新聞社のアンケートで「賛成」と回答[82]。

- 観光について、「日本政府は、20年の東京オリンピック・パラリンピックまでに年間の訪日外国人観光客4000万人を目指し、その10年後の30年には6000万人を目指していく」と語り、30年時点でインバウンドがもたらす経済効果を15兆円とする構えをみせた[86]。

- 外国人労働者の受け入れを進めるべきかについては、どちらかといえば賛成[87]。

### パチンコ
- パチンコチェーンストア協会の政治分野アドバイザーを務めていた[88]。

- 自民党パチンコ議連メンバー、時代に適した風営法を求める議員連盟事務局長[89]として活動している。

- パチンコ関連団体である全日本遊技産業政治連盟のパチンコ・パチスロ産業21世紀会を訪れ、参院選に対する自民党への協力を依頼している[90]。

- パチンコ業界が推す候補前参議院議員尾立源幸の選挙をパチンコ業界関係者とともに支援した[91]。

- 政治資金収支報告書にパチンコ関連業者がずらりと並んでいることが指摘されている[92]。

### その他
- 選択的夫婦別姓制度の導入について、2017年のアンケートで「どちらとも言えない」と回答[80]。

- 同性婚を可能とする法改正について、2010年の毎日新聞社のアンケートで「反対」と回答[93]。2017年のアンケートで「どちらとも言えない」と回答[80]。

- 「原子力発電所は日本に必要だと思うか」との問いに対し、2014年の毎日新聞社のアンケートで「必要」と回答[81]。

- 首相の靖国神社参拝について、2014年のアンケートで「賛成」と回答[79]。2017年のアンケートで「どちらとも言えない」と回答[80]。

- アベノミクスについて、2014年、2017年の毎日新聞社のアンケートで「評価する」と回答[81][82]。

- 安倍内閣による森友学園問題・加計学園問題への対応について、2017年のアンケートで「評価しない」と回答[80]。

- 「ドナルド・トランプ大統領を信頼できるか」との問いに対し、2017年の毎日新聞社のアンケートで「信頼できない」と回答[82]。

- 2009年11月の国会質問で鳩山由紀夫の政治資金問題を追及した[94][95][96]。

- 2011年3月、東日本大震災時に被災地支援活動を行い、活動の経験に基づいたレポートを作成。秋元がこのレポートを用いて行った自民党本部への緊急提言が復興支援法の基礎に反映されたと言われている[97]。

## 不祥事

### 公職選挙法違反疑惑
2004年7月12日、公職選挙法違反（文書図画の頒布）の疑いで秋元の選挙事務所などが警視庁の家宅捜索を受けた。

### 接触事故
2007年11月16日、東京都豊島区で乗用車を運転中、バイクと接触事故を起こした。バイクを運転していた専門学校生の少年が両ひざに1週間のけがを負った。

### 献金問題
3年間で計1,400人もの外国人留学生が「所在不明」となっている東京福祉大学の創設者から、50万円の献金を受けていた（2014年）。また、同大学の客員教授と学校法人の理事を兼任していた（2017年副大臣就任を機に退任。）。さらに理事報酬などとして総額300万円超の報酬を受けたことで国会で追及されたり、国が進める企業主導型保育事業をめぐり4億8千万の助成金詐取の疑いで逮捕された男性との関係などが問題視された。

## 人物

### 統一教会との関係
- 2010年4月に発行された「企業と知的財産」第442号の企画で、統一教会（現・世界平和統一家庭連合）の関連団体「世界戦略総合研究所」会長の阿部正寿と対談した[102]。

- 2010年、統一教会の信者が、秋元の選挙支援を行っていると証言[103]。同年5月14日、秋元は参議院予算委員会で「国会で質問をするとき、多くの（宗教団体の）関係の皆さんとヒアリングをさせてもらった」と発言[104]。同年5月24日、参議院議員の有田芳生はブログを更新し、記事タイトルに「秋元司参院議員が統一教会の立場で質問」と付けた[103]。これに対し秋元は「私が統一教会の信者というのは全く事実無根のことです。特定の宗教団体に偏る発言や行動はこれまで一切していませんし、今後もしていくつもりはありません」と自身のブログ[105]で反論した。

### その他
- 妻と双子の息子がいる[106]。2023年にFLASHから取材を受けた秋元は、3年前に離婚していたことを明かした[107]。
- 秋元は自身について『月刊公論』（2019年6月号）の対談で「私は2世議員でもお坊ちゃんでもタレントでもましてやエリートでもない。掲げる理念と行動力のみが全てですから」と述べている[108]。
- 住所は東京都江東区南砂で[109]、地元事務所は東京都江東区東陽5丁目にある[110][111]。
- 2014年の衆議院選挙の際、秋元の車が壊され、応援ビラ200枚がなくなった、と報じられた[112]。
- やくざを主人公とするオリジナルビデオシリーズ『日本統一』の33作目（2019年4月発売）にマル暴の刑事役として出演した[113]。

## 所属団体・議員連盟

### 議員連盟
- 自民党たばこ議員連盟[114]
- 外国人材交流推進議員連盟
- 北京オリンピックを支援する議員の会
- 日韓議員連盟
- 日本会議国会議員懇談会[115]
- 神道政治連盟国会議員懇談会[115]
- みんなで靖国神社に参拝する国会議員の会[115]
- 創生「日本」[115]
- 平和を願い真の国益を考え靖国神社参拝を支持する若手国会議員の会
- 日本・台湾経済文化交流を促進する若手議員の会（事務局長）[116]
- サービス産業振興議員連盟（事務局長）[117]
- ダンス文化推進議員連盟（事務局長）[118]
- IR議連（副幹事長）[119]
- 空手道推進議員連盟[120]

### その他の団体
- 東京都ドッジボール協会（会長）
- 社団法人アフリカ開発協会（理事）
- 社団法人日華文化協会（理事）
- 社団法人茶道裏千家淡交会（東京第二西支部副支部長）
- 財団法人日韓文化協会（理事）
- 財団法人昭和経済研究所（理事）
- 財団法人職業技能振興会（顧問）